# Теркі-Крік (Аризона)
Теркі-Крік (англ. Turkey Creek) — переписна місцевість (CDP) в США, в окрузі Навахо штату Аризона. Населення — 377 осіб (2020).

## Географія
Теркі-Крік розташоване за координатами 33°48′4″ пн. ш. 109°56′46″ зх. д. / 33.80111° пн. ш. 109.94611° зх. д. (33.801088, -109.946100).  За даними Бюро перепису населення США в 2010 році переписна місцевість мала площу 2,13 км², уся площа — суходіл.

## Демографія
Згідно з переписом 2010 року, у переписній місцевості мешкали 294 особи в 71 домогосподарстві у складі 56 родин. Густота населення становила 138 осіб/км².  Було 77 помешкань (36/км²).
Расовий склад населення:
| - 100,0 % — корінних американців |

До двох чи більше рас належало 0,0 %. Частка іспаномовних становила 1,4 % від усіх жителів.
За віковим діапазоном населення розподілялося таким чином: 38,8 % — особи молодші 18 років, 52,7 % — особи у віці 18—64 років, 8,5 % — особи у віці 65 років та старші. Медіана віку мешканця становила 23,7 року. На 100 осіб жіночої статі у переписній місцевості припадало 102,8 чоловіків;  на 100 жінок у віці від 18 років та старших — 93,5 чоловіків також старших 18 років.
Середній дохід на одне домашнє господарство  становив 40 674 долари США (медіана — 46 429), а середній дохід на одну сім'ю — 46 628 доларів (медіана — 47 431). Медіана доходів становила 28 158 доларів для чоловіків та 32 083 долари для жінок. За межею бідності перебувало 16,0 % осіб, у тому числі 14,2 % дітей у віці до 18 років та 45,5 % осіб у віці 65 років та старших.
Цивільне працевлаштоване населення становило 106 осіб. Основні галузі зайнятості: освіта, охорона здоров'я та соціальна допомога — 39,6 %, публічна адміністрація — 25,5 %, мистецтво, розваги та відпочинок — 24,5 %.